# Jury
Pour les articles homonymes, voir Jury (homonymie).

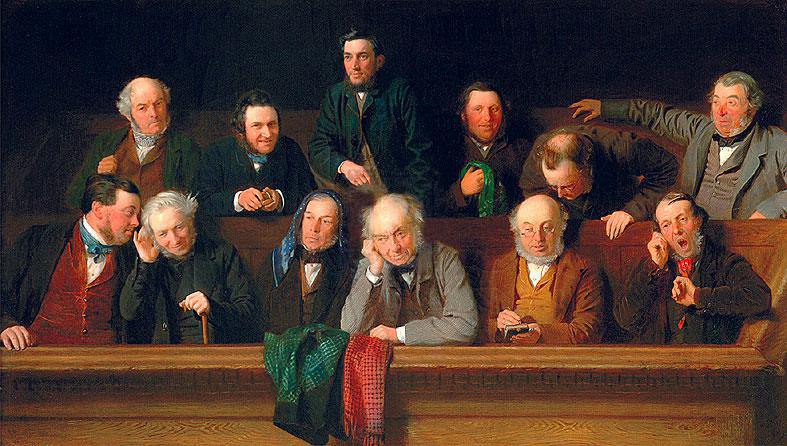
The Jury de John Morgan (1861) : jury criminel à Aylesbury, au Royaume-Uni.

Un jury est un ensemble de citoyens, appelés des jurés, chargés de rendre un verdict dans un procès.
Dans son sens commun, le jury regroupe l'ensemble des personnes chargées de sélectionner des candidats à un concours.

## Origine historique
Le système de jury trouve son origine dans le consilium (en français : conseil), mis en place dans les débuts de l'Inquisition au Moyen Âge, notamment à Toulouse au XIIIe siècle, où l'on atteste son existence dans des procès intentés par les inquisiteurs Bernard de Caux et Jean de Saint-Pierre. Le pape Innocent IV a confirmé l'obligation de l'intervention de ce jury en 1254 par une bulle, « parce que, pour une accusation aussi grave, il faut procéder avec les plus grandes précautions ». Dans les cas difficiles, l'avis d'un jury fut dès lors obligatoire.

## Par pays

### Allemagne
En Allemagne les jurés sont plus des juges-citoyens que de véritables jurés, ceux-ci étant sélectionnés par des commissions sur des listes proposées par les conseils municipaux à la majorité des deux tiers. Les « jurés » sont élus pour cinq ans, renouvelable une fois, et siègent généralement un jour par mois au tribunal de leur domicile (sauf si le procès est prévu pour durer plus d'un jour). Le tirage au sort est quand même utilisé pour répartir les affaires entre eux.

#### Composition des juridictions pénales en première instance

##### Principes
- Lorsque la peine d’emprisonnement attendue est inférieure à deux ans : magistrat unique (pas de juré) (Amtsgericht) ;
- Si elle est incluse entre deux et quatre ans, trois ou quatre membres : un ou deux magistrat(s) et deux jurés (Schöffengericht) ;
- Si elle est supérieure à quatre ans, quatre ou cinq membres : deux ou trois magistrats et deux jurés (Landgericht).

##### Exceptions
Il existe deux exceptions :
- Certaines infractions sont jugées par le tribunal de quatre ou cinq membres quelle que soit la peine attendue (c'est-à-dire par un Landgericht au lieu d'un Amtsgericht ou d'un Schöffengericht) :
  - Les infractions ayant entraîné la mort ;
  - Les infractions économiques et financières ;
  - Les délits politiques ;
  - Toutes les affaires où le procureur en décide ainsi en raison de la gravité de l'affaire.

Dans les deux premiers cas, le tribunal comprend obligatoirement trois magistrats.
- Les crimes politiques les plus graves, comme les actes de trahison ou de terrorisme, sont jugés par trois ou cinq magistrats, sans aucun juré (Oberlandesgericht).

#### Appel
Lorsque le tribunal était un Landgerichte, l’appel est impossible, seul l’équivalent français d’un pourvoi en cassation peut être formé.
Dans les autres cas, l’appel est entendu par une juridiction composée de trois membres : un magistrat professionnel et deux jurés.

#### Conclusion
Finalement il n’y a donc que deux types d’affaires qui sont jugées sans jurés :
- Les affaires jugées à juge unique (les moins graves mais de loin les plus nombreuses), et encore que le juge unique ne siège qu’en première instance, s’il est fait appel de sa décision les jurés seront obligatoirement présents ;
- Les grands crimes politiques, ce qui s’explique par la volonté d’éviter les pressions contre les jurés (le procès de la Bande à Baader fut jugé ainsi).

### Canada
En droit canadien, le jury civil n'existe pas au Québec, mais il existe dans les provinces de common law où il est peu utilisé. Le jury pénal est obligatoire pour les crimes graves comme le meurtre, sauf si l'accusé et le procureur général consentent à ne pas y recourir. Pour les crimes moins graves, l'accusé peut choisir de recourir ou non à un jury.

### États-Unis

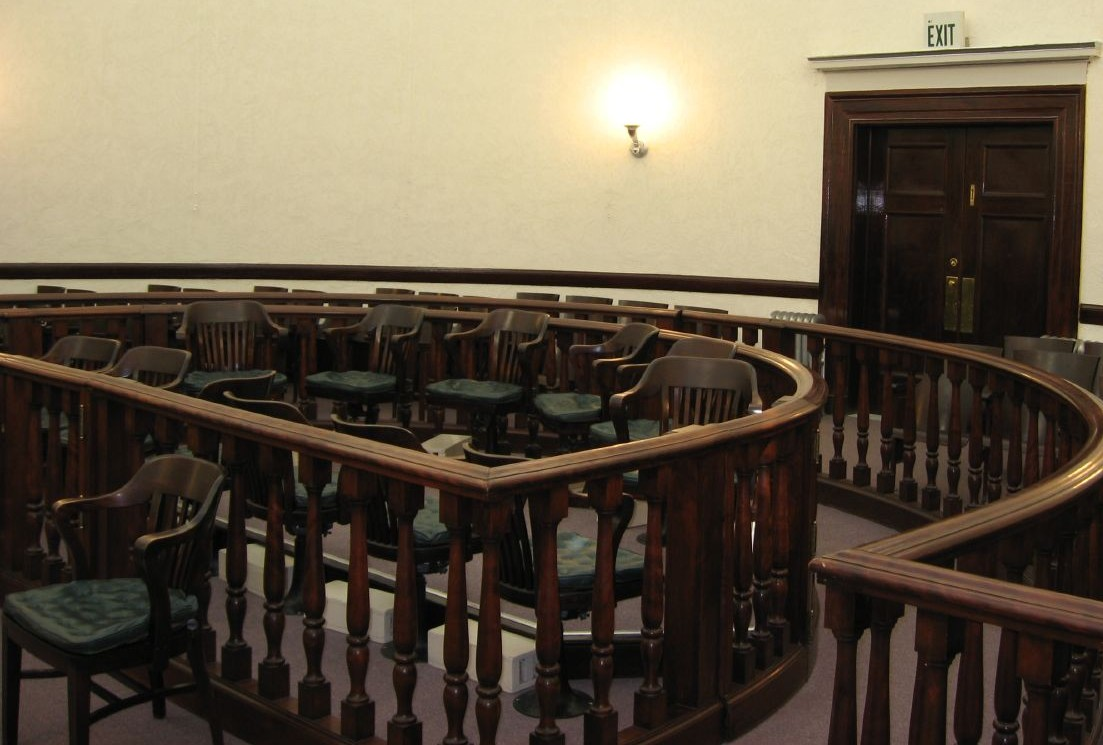
Emplacement des jurés (Comté de Pershing (Nevada)). Ordinairement, ceux-ci se trouvent sur les côtés de la salle.

Les États-Unis sont de loin le pays où les jurys populaires sont les plus utilisés, si bien qu'il est estimé que la grande majorité des procès avec jury dans le monde ont lieu dans ce seul pays (soit 90 %, bien qu'ils ne représentent que 10 % des procès dans ce pays en 1988 et que leur proportion soit en baisse par rapport aux années 1970). Il est estimé, en 2009, que chaque année dans tout le pays se déroulent 154 000 procès avec jury, et que 29 % des Américains ont déjà été juré au moins une fois dans leur vie (sans compter ceux qui le seront dans le futur). 66 % de ces procès ont lieu dans des affaires pénales (dont 19 % pour des petits délits).
En matière civile comme pénale, les jurés potentiels sont questionnés par les parties, qui peuvent demander au juge de récuser tout juré qu'ils estiment partial, ou bien eux-mêmes user d'un nombre limité de récusations discrétionnaires en cas de refus du juge.
Les procès durent en moyenne quatre jours en matière civile et cinq jours en matière pénale. Les délibérations durent en moyenne quatre heures dans les deux cas. Le propre d'un procès américain est d'être particulièrement long et lourd, ce qui s'explique par le fait que la procédure est adaptée à la présence d'un jury. C'est une procédure essentiellement orale, où chaque point du procès, voire la moindre question posée à un témoin, est susceptible de contestation devant le juge (les fameuses « objections »). C'est ce qui explique que les parties ne vont au procès qu'en dernier recours et négocient généralement un accord : des dommages et intérêts en matière civile, une peine plus clémente en matière pénale dans le cadre d'un plaider-coupable.
La fonction de juré est considérée comme ingrate car souvent mal payée, généralement 15 $ la journée (payés par l'employeur ou par l'État, à la place du salaire qu'aurait perçu le citoyen en continuant son travail). L'État de New-York est l'un des plus généreux avec 40 $ la journée. Certains tribunaux autorisent aussi les citoyens à se porter volontaire pour être juré, mais les candidats n'affluent pas.

#### Niveau constitutionnel
La Constitution fédérale prévoit le droit au jury à trois niveaux :
- Au niveau de l'inculpation, qui doit être prononcée par un grand jury (cinquième amendement) ;
- Dans les procès pénaux (sixième amendement) ;
- Dans les procès civils (septième amendement).

Cependant, les droits du Bill of Rights (dix premiers amendements) de la Constitution fédérale ne sont applicables aux États fédérés que depuis 1868 à travers le quatorzième amendement, si la Cour suprême considère qu'il y a lieu de les incorporer aux États. Or, si elle en a décidé ainsi pour le droit à un jury dans un procès pénal (Duncan v. Louisiana, 1968), elle a décidé du contraire pour les procès civils (sauf si un droit fédéral est l'objet du litige, Minneapolis & St. Louis R. Co. v. Bombolis, 1916) et pour les grands jurys (Hurtado v. California, 1884). Ces deux derniers droits ne sont donc obligatoires uniquement pour le gouvernement fédéral, et pas pour les États. Ces droits font partie des rares à ne pas avoir été incorporés aux États.

#### Grand jury
Même si l'obligation constitutionnelle ne s'applique qu'au gouvernement fédéral, les États prévoient tous le grand jury dans leurs textes, mais seulement 22 rendent son usage obligatoire pour inculper un accusé. Le grand jury fédéral est considéré par la Cour suprême comme "une entité constitutionnelle de son propre droit" qui ne fait partie ni du pouvoir exécutif (comme les procureurs) ni du pouvoir judiciaire (comme les juges, United States v. Williams, 1992).
Les grands jurys comprennent généralement un grand nombre de membres (jusqu’à 23 grands jurés). Ils prennent leurs décisions à la majorité simple ou qualifiée selon le cas (mais jamais à l'unanimité) et agissent à huis clos, notamment dans le but de préserver la réputation de personnes qui n'ont pas encore été inculpées. En outre il n'y a ni juge ni avocat de la défense devant le grand jury, seulement le procureur qui présente ses preuves. Les preuves qui seraient illégales au procès sont recevables devant le grand jury, celui-ci ne se prononçant que sur l'inculpation sans prononcer aucune peine. Les grands jurés peuvent questionner les témoins, ce que ne peuvent pas faire les jurés d'un procès.
Le procureur peut se servir du grand jury pour mener son enquête, comme pour citer des personnes à témoigner sous serment. À travers le grand jury, le procureur devient presque aussi puissant qu'un juge d'instruction français.
Théoriquement un grand jury peut agir de façon indépendante d'un procureur, mais c'est extrêmement rare.
Les grands jurés sont généralement tirés au sort pour une durée longue, de plusieurs mois par exemple.

##### Grands jurys «civils»
En Californie, il existe aussi des grands jurys « civils » par opposition au grand jury pénal traditionnel. Ces grands jurys sont chargés d'examiner au quotidien le travail des fonctionnaires locaux du comté et des municipalités du comté. Chaque grand jury comprend 23 grands jurés tirés au sort parmi des volontaires. Leur mandat est d'un an et ils sont payés 60 $ la journée. Ils ont le pouvoir de recevoir des plaintes de tout citoyen, d'appeler des personnes à témoigner devant lui, d'examiner toutes les archives, d'inspecter les prisons etc. Ils publient des rapports pour proposer des changements ou dénoncer des abus.
De façon générale, plusieurs États permettent aux grands jurys d'enquêter sur des affaires non-pénales et d’émettre des recommandations à l'attention des élus, y compris des modifications législatives.

#### Jury pénal
En matière pénale en revanche, le jury reste systématique dans toutes les affaires où l'accusé plaide non coupable, sauf pour les très petites infractions (selon la Cour suprême, le droit au jury s'applique dès que la peine encourue atteint six mois de prison, Blanton v. North Las Vegas, 1989), ou lorsque l'accusé renonce à ce droit.
Ce droit au jury en matière pénale ne connait aucune exception : même les terroristes y ont droit (en France et en Grande-Bretagne, la possibilité d'écarter le jury de ce genre d'affaires pour éviter les pressions existe). La seule exception réelle sont les juridictions militaires, mais celles-ci ne jugent que les membres des forces armées (il est cependant question de s'en servir pour juger les attentats du 11 septembre et écarter ainsi un jury populaire).
Le jury doit toujours statuer à l'unanimité (Ramos v. Louisiana, 2020). Le jury pénal comprend généralement 12 membres, cependant 16 États autorisent un nombre inférieur pour les petits délits. Toujours selon la Cour suprême, il en faut au moins 6, (Ballew v. Georgia, 1978).

#### Jury civil
Les États appliquent également tout le droit au jury aux procès civils même si ce n'est pas une obligation constitutionnelle, mais de façon moins systématique qu'en matière pénale. Il faut généralement qu'une partie en fasse la demande, et paye à l'avance une caution.
En matière civile, 17 États ainsi que le gouvernement fédéral autorisent un jury de moins de 12 membres, et 16 permettent un verdict qui ne soit pas unanime (avec une majorité des trois-quarts par exemple).
Le jury civil ne se contente pas de déterminer les faits comme le jury pénal : il fixe lui-même, s'il y a lieu, le montant des dommages et intérêts qu'une partie devra payer à une autre.

### France
Le système de jury est systématisé lors de la Révolution française, corollaire d'un besoin de limiter le pouvoir du juge. Il a progressivement perdu de son importance depuis la Restauration.

### Suisse
En Suisse, certains cantons (principalement le canton de Genève) pratiquaient l'institution du jury populaire par le passé. En 2011, l'entrée en vigueur du Code de procédure pénale suisse a mis fin à ce système. En effet, il est désormais obligatoire que les juges prennent connaissance du dossier avant l'ouverture des débats, alors qu'un jury populaire siège sans préalablement connaître la cause.